# عبد الرحيم الفرا

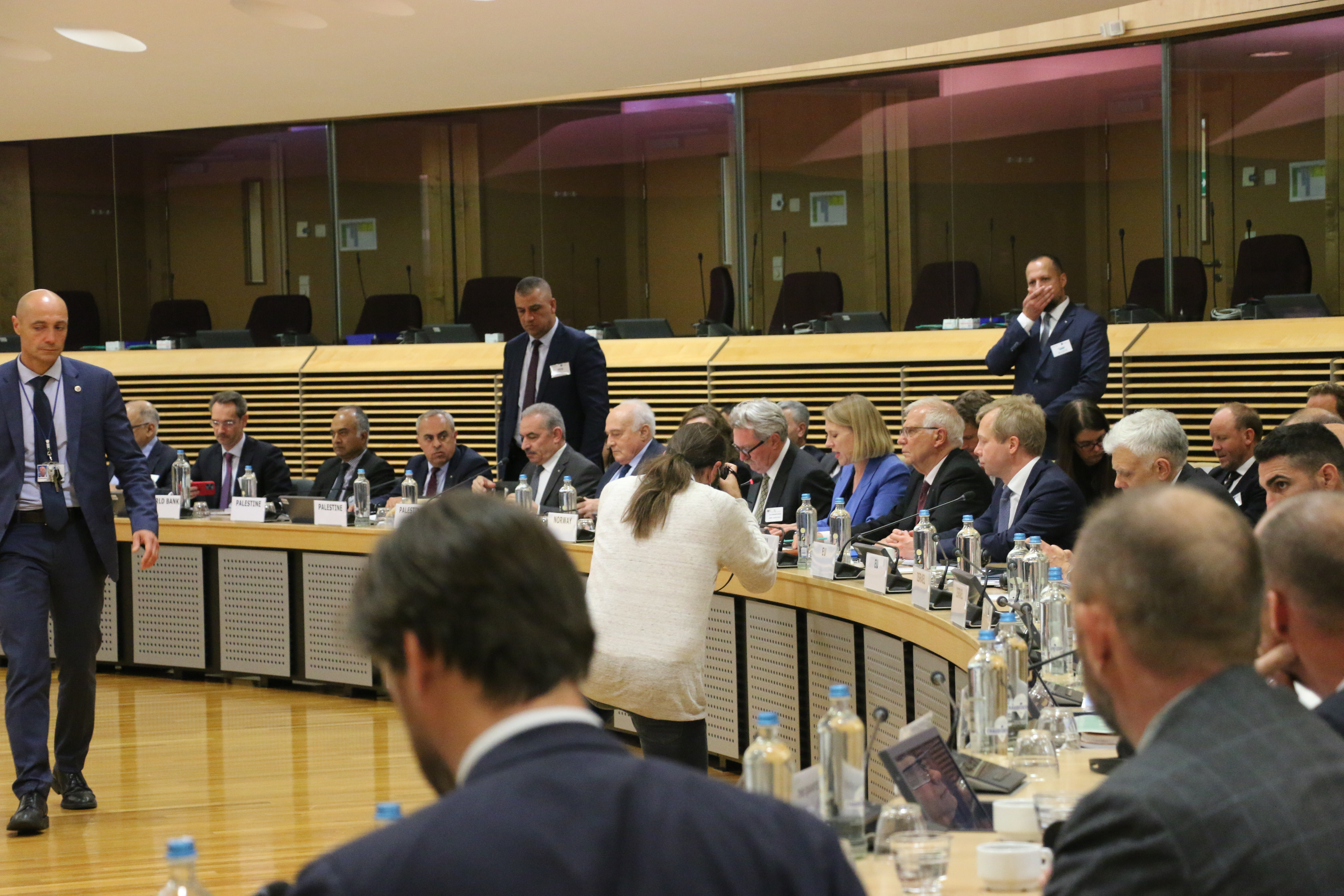
مؤتمر الدول المانحة المجتمع في بروكسل 2022

عبد الرحيم صالح علي الفرا (وُلد في 15 أبريل 1966) دبلوماسي فلسطيني، كان سفيرًا لدولة فلسطين لدى بلجيكا، والاتحاد الأوروبي ولوكسمبورغ. عمل سابقًا ضمن بعثة دولة فلسطين لدى اليونسكو.

## الحياة العملية
في 20 نوفمبر 2008، قدم أوراق اعتماده سفيرًا لدولة فلسطين لدى السنغال. واستمر حتى 2015.
في 12 نوفمبر 2009، قدم أوراق اعتماده سفيرًا غير مقيم لدولة فلسطين لدى غامبيا.
في 1 أغسطس 2015، عينه الرئيس الفلسطيني محمود عباس سفيرًا لدولة فلسطين لدى بلجيكا والاتحاد الأوروبي.
في 16 أكتوبر 2015، قدم أوراق اعتماده سفيرًا فوق العادة لدولة فلسطين لدى بلجيكا. واستمر حتى عام 2024.
في 28 أكتوبر 2015، قدم أوراق اعتماده سفيرًا فوق العادة لدولة فلسطين لدى لوكسمبورغ. واستمر حتى عام 2024.
في 13 ديسمبر 2015، سلم أوراق اعتماده إلى رئيس المجلس الأوروبي سفيرًا لدولة فلسطين لدى الاتحاد الأوروبي. واستمر حتى عام 2024.